# マニンカ語
マニンカ語（マリンケ語）、より正確には東マニンカ語は、マンデ語派のマンディング諸語に属する言語の内、言語系統的に近い言語群・方言群の総称である。マンディンカ族の母国語であり、話者はギニアやマリ共和国に約330万人いる。近縁のバンバラ語は国語の地位にある。リベリア、セネガル、シエラレオネ、コートジボワールでは公用的な言語でない。

## 音韻論
ここでは東マニンカ語のギニア中央高地ウダラ方言に準拠して示す。これは同国のすべての方言話者に理解可能とされる変種である。なお、ここではラテン文字正書法に声調を付記したものを用いるものとする。

### 子音
|            |            | 両唇音 | 歯茎音 | 硬口蓋音 | 舌背音 | 両唇軟口蓋音 |
| ---------- | ---------- | ------ | ------ | -------- | ------ | ------------ |
| 鼻音       | 鼻音       | m      | n      | ɲ        |        |              |
| 閉鎖音     | 有声音     | b      | d ~ ɾ  | ɟ        | g ~ g͡b | g ~ g͡b       |
| 閉鎖音     | 有声音     | p      | t      | c        | k      |              |
| 摩擦音     | 摩擦音     | f      | s      |          | h      |              |
| 接近音     | 接近音     |        |        | j        |        | w            |
| 側面接近音 | 側面接近音 |        | l      |          |        |              |

母音間の/d/は典型的にはたたき音[ɾ]となる（ロータシズム）。/c/(/ty/とも表記) は母音/i/または/ɛ/の前ではしばしば/k/となる。/g/と両唇軟口蓋音/g͡b/は地域差による。/h/は主にアラビア語の借用語に見られ、定着している。/p/はフランス語と英語の借用語で発生し、安定化の途上にある。

### 母音
|          | 前舌 | 中舌 | 後舌 |
| -------- | ---- | ---- | ---- |
| 狭母音   | i    |      | u    |
| 半狭母音 | e    |      | o    |
| 半広母音 | ɛ    |      | ɔ    |
| 広母音   |      | a    |      |

母音の質は/i e ɛ a ɔ o u/である。それぞれ長母音-短母音/iː eː ɛː aː ɔː oː uː/ および口母音-鼻母音/ĩ ẽ ɛ̃ ã ɔ̃ õ ũ/ の対立を持つ（鼻母音は長母音として表れうる)。 鼻母音は、後続の子音の一部を鼻音化する（順行同化）。

### 声調
「高」「低」「昇」「降」の4つの声調を持つ。声調の持つ文法的機能の一例として、語末の「降」の浮遊音調が特定性のマーカー（c.f. 英語"the"）として機能する。
/kɔ̀nɔ̀/(LL) "a bird" →  /kɔ̀nɔ᷈/(LLHL、場合によって[kɔ̌nɔ̂]) "the bird"
/kɔ́nɔ̀/(HL) "a belly" →  /kɔ́nɔ᷈/(HLHL、場合によって[kɔ̂nɔ̂]) "the belly"

## 表記
ギニアのマニンカ語には、公式のローマ字（ラテン文字）正書法が存在する。古くは「ギニア語アルファベット」なるローマ字転写法が用いられた。また、昨今はマンディング諸語共通の表記体系として開発されたンコ文字も普及しつつある。